# Profecía bíblica
La profecía bíblica consiste en la proyección de precedentes bíblicos, el uso de eventos proféticos y poder interpretar procesos proféticos que además de poder interpretar el pasado, inspiran el presente y permiten entender el futuro. Un gran porcentaje del texto bíblico es profético. Existen muchas opiniones respecto a cómo interpretar la profecía bíblica; están los que aceptan sin cuestionar todo detalle literal, están los que enfatizan el significado de los símbolos, y muchos teólogos actualmente creen que las profecías fueron redactadas después de los hechos. 
Hay dos situaciones que se mencionan: la profecía sobre Tiro y la autoría de Daniel.
Este caso nuevamente se cuestiona la validez de la profecía bíblica. La narrativa de Daniel también se menciona como un caso donde la profecía fue redactada después de los hechos. Se incluye como parte del debate que fue escrito como reacción al reino de Antíoco IV Epífanes, el que profanó el altar en el siglo II a. C.
La definición más usada sobre la profecía enfatiza el predecir el futuro, el milenio y el Apocalipsis.
Hay pues una descripción de que es la profecía y los detalles más aparentes de la profecía, mas no se describe un mecanismo que rige el proceso profético. Para que una teoría sea aceptada, tiene que incluirse un mecanismo que rige la función que se describe. Es el proceder y criterio establecido por la ciencia, también se aplica en el entender a la profecía.

## I. El uso de precedentes.
Tal como en la ley hebrea, el sistema judicial actual en muchos países, en el evento de un caso difícil, aparte de hacer uso de una ley existente, hay situaciones donde se invoca un fallo previo de un caso similar para poder decidir el caso. Es el ejemplo del uso de precedentes. Otro aspecto es el proceso legal que provee para apelar el fallo, el cual tiene la posibilidad, de ser necesario, de llegar hasta la corte suprema donde los jueces pueden interpretar la letra y el espíritu de la ley.
La implicación para un creyente es que para una situación dada, uno sabe cómo Dios ha reaccionado y cómo actuará en el futuro. Tomando en cuenta la profecía sobre Tiro, la cual menciona una ciudad que con gran detalle se menciona su comercio internacional, el ejemplo se sigue cuando en el Apocalipsis se menciona la destrucción de Babilonia. Según el uso de precedentes, la profecía sobre Tiro es una introducción a un tema que se revela a través de La Biblia. La importancia de Tiro no está en su cumplimiento, está en anticipar lo que sucederá en el Apocalipsis.

## II. Eventos proféticos.
Cuando se encuentra una situación bíblica que demuestra un precedente bíblico, uno obtiene un evento profético. Un ejemplo de un evento profético es el de Abraham, Lot y el juicio sobre Sodoma y Gomorra.
El diálogo entre Dios y Abraham previo al juicio, donde Dios revela su intención, y establece que faltando justos, el camino queda libre para el juicio sobre los malvados. Los ángeles que llegan a la casa de Lot y son atacados por los sodomitas, provocando el inicio del juicio. La intervención divina que aparta a Lot del juicio. 
Los eventos:
- 1. Dios, como en el ejemplo de Elías, comparte sus intenciones.
- 2. El llegar a medida de maldad que provoca el juicio. Las palabras de Jesús cuando reclama a los Fariseos, diciendo que ellos llegan a la medida de sus padres.
- 3. La intervención divina que salva a los justos en medio de un juicio.

### El evento donde se profana el altar.
En Daniel se menciona a un hombre que profana el altar de Dios. Comúnmente se asocia el evento con la profanación que hizo Antíoco Epífanes y el tratamiento que recibió el pueblo judío. El texto contiene artículos que por sí son difíciles de explicar y de interpretar según el conocimiento actual. Con todo, se cita para poder establecer la redacción de Daniel unos 300 años después de los hechos. Ahora, a la luz de La Biblia, el precedente para la abominación que causa desolación no es el de Daniel, donde no hay desolación, se establece con los hijos de Elí y luego con Manasés, el rey judío que erigió ídolos en el templo. A pesar de haberse arrepentido, Dios proclamó la destrucción de Jerusalén en dos ocasiones antes de cumplirse años después. El ejemplo de Manasés es el de un monarca judío que ubica una abominación que provoca la desolación de Jerusalén por mano de Dios. Siguiendo el desarrollo del tema, las palabras de Daniel no son una profecía en sí, porque la función es de confirmar el precedente, esta vez, según la perspectiva de la época de los gentiles. Sin embargo, varias profecías en la Biblia, no sólo se enfocan en predecir sucesos, sino que al mismo tiempo que predicen, hacen una comparativa con cosas que ya habían sucedido.

## III. El proceso profético.
Un evento por sí no basta para demostrar un proceso profético. Es el conjunto de revelaciones asociadas que pueden revelar un proceso profético. Un ejemplo es el de Elías por el desierto:
- 1. Llegando el mensajero de Jezabel, Elías comprendió que él siempre estuvo bajo vigilancia.
- 2. Faltando a la palabra de Dios, huyó hacia el Araba, llegando a la frontera de Beerseba.
- 3. El dilema personal de Elías se trata sobre el futuro de su ministerio, la visión y el ministerio, uno es. El carácter de su situación hace innecesario la presencia de un siervo y lo deja para seguir solo.
- 4. Hay dos intervenciones, un ángel lo alimenta y al acercarse una tormenta, se refugia en una cueva que de coincidencia está frente al monte de Dios.
- 5. El terremoto y el viento son manifestaciones de juicio, pero no responden a la situación de Elías.
- 6. El silbido apacible  ( en otras traducciones o versiones de la Biblia aparece como "un viento suave" o "brisa" o "soplo") es lo que provoca una reacción de parte de Elías. El silbido denota intimidad, y Elías comprende que Dios revelará su propósito, en pocas palabras, como en el caso de Abraham, Dios comunica sus secretos y establece un precedente para el texto que dice: "¿quién es el varón que ha estado en mi secreto?".
- 7. La encomienda que consiste en ungir a Eliseo como profeta, ungir a Hazael como rey de Siria, y ungir a Jehú como rey de Israel.

El proceso.
- 1. Eliseo. El proceso tardará años en realizarse, haciendo necesario un sucesor que haga presencia en medio de proceso.
- 2. Hazael. Como en el ejemplo de las naciones que rodeaban a Israel, está para castigar a Israel.
- 3. Jehú. Jehú eliminaría a la dinastía de Acab, su templo pagano y los sacerdotes del culto pagano, mas él a su vez como consecuencia de su apostasía, su propia dinasta solo llegará a la cuarta generación.

Este proceso continúa, con cada rey o dinastía que se apostata, los reinados se hacen cada vez más cortos, como los dolores de parto, hasta la destrucción de Israel.
El conocimiento actual describe eventos que son interpretados a la luz de una variedad de criterios, los cuales son conocidos por todos. Se trata de interpretar una situación según el contexto histórico, se juzga el contenido por un análisis que se basa en el uso del lenguaje de la época en cuestión. Se juzga por el uso de símbolos y otros criterios establecidos. Actualmente se diseca el texto según los criterios mas no hay manera según la teología actual de ver el contenido en el contexto de la totalidad de la revelación bíblica, dejando ausente la posibilidad de desarrollar una revelación temática y continua. Según se puede ver en el caso del uso de precedentes, el desarrollo temático está presente en el mecanismo que rige a la profecía.

### El proceso.
El juicio divino consiste en lo siguiente:
- 1. El proceso de juicio tardará por más de una generación para completarse, haciendo necesario un sucesor que haga presencia en medio del proceso de juicio.
- 2. Hazael es ungido como rey de Siria. Como en el caso de las naciones vecinas, estará para castigar a Israel.
- 3. Jehú destruirá a la dinastía de Acab, el templo pagano y a los sacerdotes paganos, mas a su vez se apostata y su dinastía solo llegará a la cuarta generación.

### Implicaciones.
- 1. Aparte del efecto inmediato sobre las dinastías de Acab, Jehú y el culto pagano, el proceso sigue hasta que los reinos y dinastías se hagan cada vez más cortas, como dolores de parto, hasta la destrucción total de Israel.
- 2. Aquí se establece una metodología funcional que ayuda no solo al proceso de la interpretación profética, sino que ayuda a entender la revelación divina en general. En el mundo de hoy, como en la metodología científica, el establecer una teoría que explique alguna observación, hay que proveer un mecanismo que explique cómo la observación ocurre. De la misma manera, las citas bíblicas, para ser explicadas, la descripción literal provee indicios del mecanismo que rige el concepto revelado. Como en el caso de un científico que observa un fenómeno nuevo, hay que explicar la observación. El mismo principio se aplica al examinar textos que narran un evento, cada detalle es importante para entender un suceso en su totalidad.

Este concepto hace necesario el desarrollar una comprensión conceptual de La Biblia completa. Este a su vez hace necesario el comprender la revelación profética no de manera segregada, sino como una revelación continua de Génesis a Apocalipsis.

## IV. El inicio de la revelación profética.
Aparte de las promesas y la relación entre Dios y los descendientes de Abraham, hay revelaciones de carácter profético que luego continúa hasta Apocalipsis. Algunas de las descritas en el capítulo 10 se repiten en la profecía. Se repiten porque están ubicadas de manera que pueden influir los eventos descritos en las revelaciones proféticas, o sea, son naciones vecinas. Aquí esta el ejemplo que contradice a la creencia de muchos, la cual define a la profecía que es limitada a los profetas y solo predice el futuro.

## V. La profecía en la ley.
En Deuteronomio 7, aparece una lista de 7 naciones enemigas dentro de Canaán. A pesar de que aparecen 6 en otros textos, no hay contradicción porque Daniel establece que hay una bestia de 7 cabezas y 10 coronas (o cuernos). Son 6 cabezas con 1 corona/cuerno, y 1 cabeza con 4. Son 6 naciones y un imperio con 4 reinos. Aparte de los detalles que indican el criterio para evaluar un profeta, y la cita que indica que en la preparación de uno de los sacrificios, no se puede romper los huesos, aparecen detalles del culto que aparecen luego en las profecías de Ezequiel y Zacarías.

### La creación de unprofeta.
Para poder entender muchos de los relatos proféticos, hay que tener conocimiento sobre el trasfondo de cada profeta.

#### Isaías.
Se cree que Isaías era parte de la familia real. Sus mensajes relatan entre otras cosas, el comercio internacional y la situación geopolítica de su época, cosas que solo un príncipe puede saber.

#### Jeremías.
Un niño levita que presenció el último avivamiento de Josías. Presenció también la apostasía de la siguiente generación, el primer cautiverio y la destrucción de Jerusalén. Su ministerio comienza en virtud de su oficio como levita y el contenido de su mensaje, el cual continúa los temas de otros profetas. A pesar de que el culto a Jehová cuenta con el apoyo del rey, su experiencia desde niño y la convicción, como producto de su conocimiento, de la palabra y las profecías le hace pronunciar juicio. La fecha del avivamiento de Josías también establece la edad de un hombre de menos de 40 años.

#### Ezequiel.
Un levita que fue parte del primer exilio, tuvo visiones que se identificaban con objetos relacionados con el culto. Aún mantenía contacto con Judá y uno de sus primeros mensajes fue el de pronunciar juicio sobre Jerusalén. Aparecen algunas naciones de Gen. 10 en sus profecías, esta vez en una revelación de los últimos días. Su tarea de medir el templo sigue el ejemplo de Moisés y David, los cuales tuvieron visiones donde Dios les muestra modelos del tabernáculo y el templo. También sigue el ejemplo de Acaz, quien midió el altar de Damasco para reproducirlo en el templo de Jerusalén, y finalmente aparece en el Apocalipsis. La importancia de su ministerio es el establecer que en la ausencia del templo, el propósito de Dios sigue en pie, la destrucción del templo y Jerusalén no es el paso final, sino que Dios tiene la última palabra sobre el futuro de su pueblo.

#### Daniel.
Otro que fue llevado en el primer exilio. La providencia divina lo ubica en la corte del imperio babilónico. Su papel como profeta comienza tarde en su vida, el primer indicio de ser escogido por Dios se manifiesta cuando interpreta el sueño del emperador y la escritura en la pared. Los sucesos de su vida son conocidos por toda su comunidad, y cuando comienza a tener revelaciones, su reputación sirve como base para que sea aceptado como profeta. La importancia de su ministerio se basa en su papel como miembro de la corte imperial. Su perspectiva es la de ver todo imperio venidero, y de poder introducir la época de los gentiles. Entender la importancia de la época de los gentiles es entender el fundamento sobre el cual todo suceso de los últimos días depende.

## VI. La época histórica.
La época histórica, con su cantidad de relatos, es la época que produce más temas reveladas en la profecía: la opresión de los pobres, el contacto con las naciones y el depender de alianzas. Las injusticias sociales de la época son criticadas, la historia de Eiseo contiene un relato donde los dos hijos de una viuda están por ser vendidos como esclavos. La esclavitud es sancionada por la ley, mas siguiendo el ejemplo de Elías en Sarepta, discierne el propósito divino como uno de misericordia, el cual le hace intervenir a favor de la viuda. El contacto con las naciones es un asunto riesgoso, por una parte se tributa el comercio internacional, mas por otra parte se exponen a las ideas extrañas de otras sociedades basadas en su cultos paganos. Cada vez que un rey se apostata, el subsidio al culto de Jehová es quitado, los levitas se mueren de hambre y el dinero se usa para el culto pagano.

### Las alianzas militares traen consecuencias.
Cada vez que hay un conflicto entre imperios, las dos naciones quedan en el medio y se ven obligados a escoger a quién respaldar. Un rey solicita el apoyo de los Sirios para resolver un conflicto, y otro rey solicita la ayuda de los Asirios para quitarse a los Sirios de encima. Nadie trabaja gratis, el incentivo económico es la justificación para muchos conflictos. La tragedia de los últimos días de Juda es un buen ejemplo, se rebelan contra Babilonia, contando con el apoyo de Egipto. El emperador caldeo se entera y derrota a Egipto, y luego concentra sus esfuerzos sobre Jerusalén. Esta es una situación donde un enfoque multidisciplinario es necesario para interpretar la situación aquí descrita. En este caso hay que entender a la geopolítica, la política exterior, un conocimiento de la ley, y finalmente un conocimiento temático de la palabra. El ejemplo es establecido por Jesús, donde sus parábolas indican que hay que entender el trasfondo del agricultor, el pescador, el militar y otros más para descifrar el mensaje contenido. Se espera que el principio se incluya en la preparación de un teólogo, cosa que adelantaría el progreso de esta disciplina.

## VII. La época de los Gentiles.
En la época de los gentiles se revela el proceso que crea el panorama de los últimos días. El proceso de consolidación nacional de los últimos cinco siglos cesará, creando nuevas entidades étnica/políticas que son necesarias para crear las naciones vecinas descritas en Gen. 10.
Una cosa que lo hará posible es el enfoque actual hacia la autodeterminación, la cual hizo posible la creación de Israel. Actualmente se puede ver el descubrimiento de grupos étnicos antiguos como los Kurdos, Armenios, Judíos Askenazí, Sefardí, Etíopes, y los Lemba. Los Lemba representan un cambio, ya que su historia oral y su identidad judía se han confirmado a través de su ADN. 
En la ausencia de un mecanismo, nuevamente se puede ver cómo las profecías se interpretan de manera separada.

## VIII. Procesos Proféticos en Revelaciones.

### ¿Qué es un juicio divino?
En la Biblia, un juicio divino es cuando Dios, por medio de un profeta, promete dar juicio a causa de alguna acción malvada que haya hecho las naciones, generalmente, en contra de su pueblo. 

#### Rasgos topográficos.
En el Sinaí y Palestina hay muchos arroyos secos, muchos de los cuales contienen pequeñas represas que cruzan el arroyo.

#### Tiempo.
Las tormentas se asocian con la Ira de Dios. Una tormenta puede generar inundaciones repentinas que cubren grandes distancias y pueden llegar sin aviso, llevando a los que transitan por el arroyo.

#### Señales.
Tomando en cuenta el peligro que el mal tiempo representa, uno sabe alejarse de arroyos secos y llanos inundables al ver el acercamiento de una tormenta.

#### Consecuencias.
La Biblia habla mucho del pecado, el juicio, la idolatría, la gracia y el reino venidero. Dado que el ejemplo de la topografía es parte de la identidad compartida del pueblo hebreo, la idea de un juicio es básicamente una tormenta que lleva a los malvados, dejando a los sobrevivientes como recipientes de la gracia y misericordia de Dios.

#### La identificación de los justos.
En el Éxodo, Josué, Jeremías y el Apocalipsis, los justos son identificados antes del juicio para que no sean incluidos entre los malvados. 

#### La provocación.
Dios establece desde Génesis en adelante que hay un criterio establecido para iniciar un juicio. En el caso de Sodoma y Gomorra es la falta de justos y el ataque contra Lot y los ángeles.

#### Temas proféticos

##### La tarea levítica
Se ve por primera vez en el libro de Ezequiel y luego en Zacarías. La tarea levítica sirve como base para la revelación a Ezequiel, y los candelabros y los olivos aparecen en Zacarías ante la figura de Zorobabel. El incensario aparece vinculado en un juicio en el desierto, donde el sacerdote corre entre el pueblo para expiar el pecado del pueblo. Las voces de los justos son grabadas, como nosotros todo hecho nuestro es grabado. Los muertos descansan, mas su clamor siempre está presente ante Dios. El ángel, al lanzar el incensario a tierra es indicativo de que ya se acabó la misericordia.

##### Desastres naturales.
Se incluyen tormentas, inundaciones, terremotos, rayos, granizo, y langostas.
Invasiones. Las naciones vecinas, las naciones aliadas de los imperios cercanos, los imperios que atacan o están pasando de un lugar a otro.

##### Las multitudes.
El Éxodo, Monte Sion/Hermón (Dt. 3-4 establecen que ahí recibieron la ley antes de conquistar a Canaán). El Apocalipsis establece que la multitud recibe e impone su autoridad sobre las naciones.

##### Las cosechas.
Las primicias son motivo de Gozo. El lagar incluye el pisar las uvas y el tener manchas como de sangre, que se asocian con el juicio.

##### Pueblos.
En las profecías de Isaías y Oseas aparecen los pueblos representadas como vírgenes, infieles o rameras.

##### El Reino Venidero.
El juicio de las naciones se menciona como requisito para establecer el reino venidero.

##### Cielo nuevo y tierra nueva.
Aparece primero en los profetas como la meta final de Dios.
- Datos: Q6087438